# Kirlianfotografering

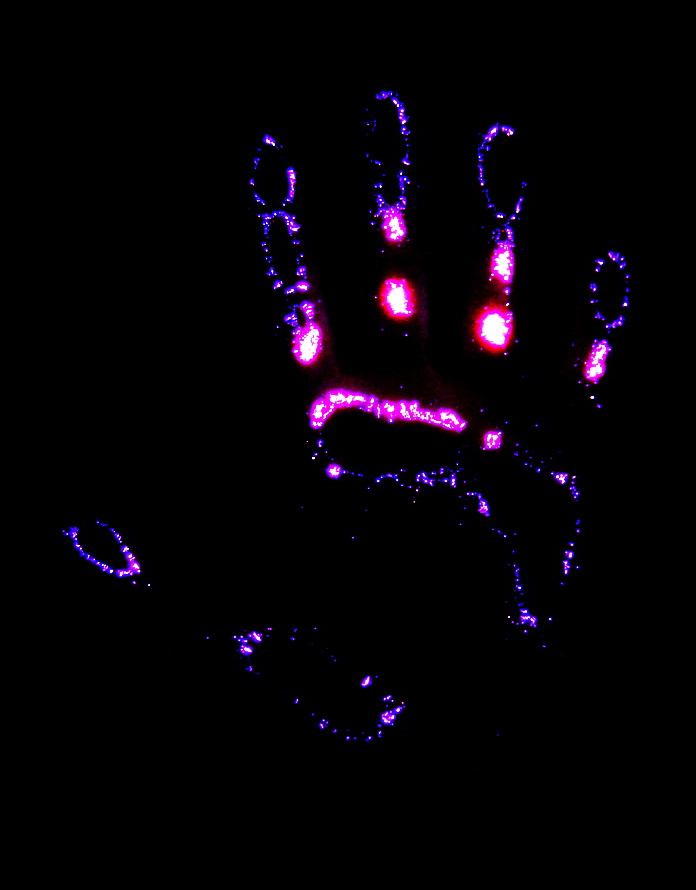
Kirlianfotografi av en hand

Kirlianfotografering är en metod för att med hjälp av elektriska fält ta färgglada och fantasieggande bilder av elektriskt ledande föremål. Tekniken togs fram 1939 av Semjon Davidovitj Kirlian (död 1978) från Krasnodar i Sovjetunionen. Han experimenterade i flera år och det är han som stod för de första förklaringsmodellerna. Han presenterade dessa publikt 1958 och han var övertygad om att de visade en livskraft, en aura, som omger allt levande. En fysikalisk förklaringsmodell är att vätskan i luften runt det ledande föremålet joniseras när det elektriska fältet läggs på. Levande varelser och föremål har alltid vätska som avdunstar. Fotografiet avbildar de svaga ljusfenomen som uppstår när joniseringen sker. I överförd bemärkelse har andra metoder för fotografier som påstås presentera aura, så kallad aurafotografering, även blivit synonyma med kirlianfotografering.
Ett besynnerligt fenomen har sagts vara att ett kirlianfotografi av ett löv som man skurit bort en del av, fortfarande visar hela lövet, även om den del som saknas är något otydligare. Det har förklarats med att fotografen använt samma elektroder eller isolatorer utan att rengöra och att effekten inte uppstått vi noggrannare försök.

## Kirlians metod

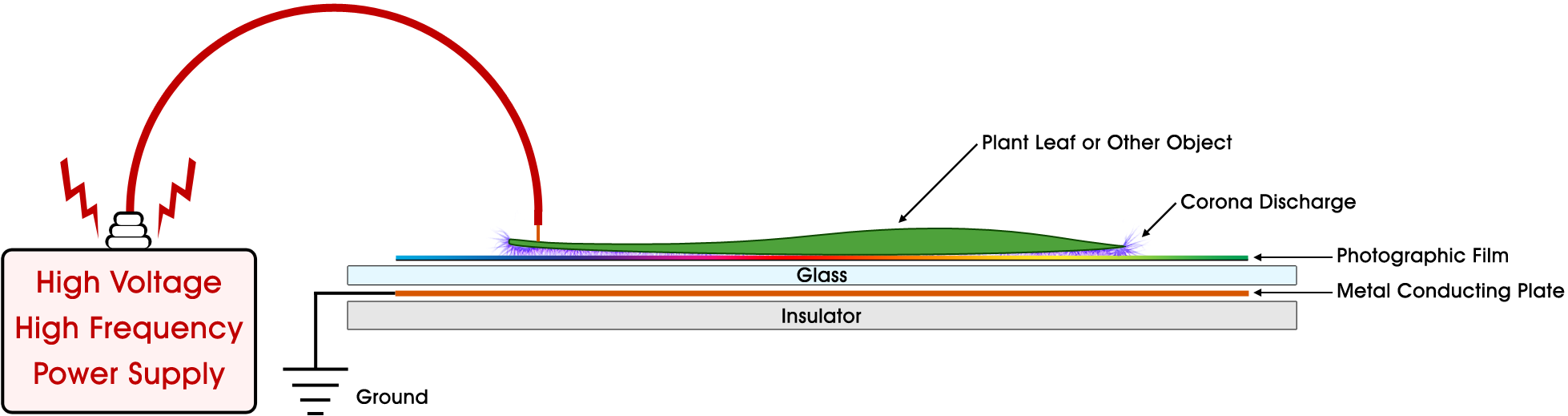
Illustration över en uppställning för kirlianfotografering. Engelsk förklaring av ingående komponenter.

Vid kirlianfotografering med den metod som Kirlian använde behövs ingen kamera, ljusfenomenet som uppstår påverkar den fotografiska filmen och skapar en avbildning direkt på den. Det kräver ett helt mörklagt rum för att inte filmen ska förstöras av omgivande ljus.
Föremålet, till exempel ett löv, läggs på en fotografisk film. Under filmen kan en glasskiva läggas i vilken ljuset kan spridas, under detta placeras en elektriskt ledande platta som är jordad. Föremålet kopplas till ett högfrekvent högspänningsfält vilket skapar en ljuskrona runt föremålet. Ljuskronan påverkar den fotografiska filmen och framträder vid framkallning.

## Aurafotografering

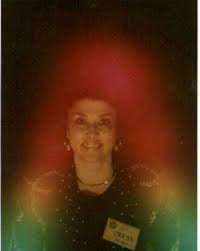
Aurafotografi av en person.

Kirlianfotografering fick ett bredare genomslag på 1970-talet och började användas inom New Age-rörelsen och alternativmedicin. Den anses där visa människans aura och bilderna ska kunna användas för att fastställa bland annat hälsotillstånd, mediala förmågor och genomföra spådomar. Kirlianfotografering har därför blivit synonymt med aurafotografering även när andra tekniker än de som Kirlian använde för att skapa bilderna används. Kommersiell aurofotografering använder inte Kirlians teknik. Istället placeras ena eller båda händerna på en platta, sedan skapas ett vanligt fotografi eller digital bild av personen med en påstådd aura runt, möjligen baserat på ström och potentialskillnader från händerna eller resultat efter att plattan ström- eller spänningsatts.